# 東京都立杉並工科高等学校
東京都立杉並工科高等学校（とうきょうとりつ すぎなみこうかこうとうがっこう、英: Tokyo Metropolitan Suginami High School of Technology）は、東京都杉並区上井草四丁目に所在する東京都立工科高等学校。

## 設置学科
- 全日制課程
  - 機械科
    - 機械技術コース
    - 機械システムコース
    - 大学進学コース

  - 電子科
    - 電子回路コース
    - 情報コース
    - 大学進学コース

  - 理工環境科（旧：工業化学科）
    - 大学進学コース
    - 理工環境コース

## 沿革
- 1962年 - 東京都立杉並工業高等学校を設置。
- 1986年 - 現校舎第1期竣工。
- 1987年 - 現校舎第2期が竣工し、完全竣工する。
- 2003年 - 創立40周年記念式典挙行。
- 2004年 - ISO14001を認証取得。
- 2006年 - 工業化学科を改編し、理工環境科を開設。
- 2010年 - 「東京都スポーツ教育推進校」に指定される。
- 2023年 - 校名を東京都立杉並工科高等学校に改称。

## 入試
推薦入試においては、スポーツ特別推薦（柔道）、一般入試が実施されている。
一般入試においては、国語・数学・英語の筆記試験と面接が行われるほか、特別選考も実施されている。

## 交通
- 西武新宿線上井草駅より徒歩10分

## 著名な出身者
- 井上慎介(映像監督)
- 深井克美（画家）